# 카렌 르블랑

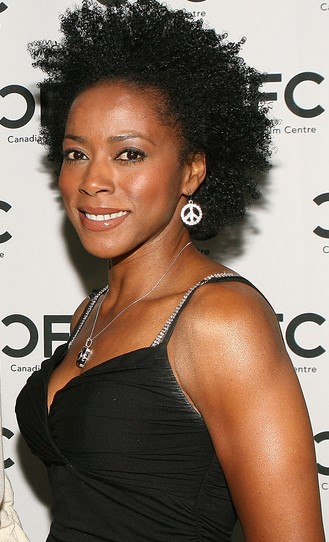

카렌 르블랑(Karen LeBlanc, 1953년 1월 1일 ~ )은 캐나다의 가수, 배우, 성우이다.
캐나다에서 태어났다.

## 방송
- 랜섬 시즌3

## 영화
- 모바일 홈 (2017년)
- 배틀스타 갤럭티카: 블러드 앤 크롬 (2012년)
- 더 플레이보이 클럽 (2011년) - 티나 터너 역
- 돌란스 캐딜락 (2009년)
- 와이즈갤 (2008년) - M.C. 역
- 너즈.파이터.보이 (2008년)
- 메이크 해픈 (2008년) - 브렌다 역
- 크레이지 포 크리스마스 (2005년)
- 체이싱 케인: 페이스 (2002년)
- 트레일러 파크 보이스 - 시리즈 (2001년)
- 산타 후 (2000년)
- 스티브 마티니의 인생 (1996년)
- 하이테크 살인 (1992년)